# Schlosssee (Salem)
Der Schlosssee ist ein Baggersee zwischen den Orten Stefansfeld und Mimmenhausen in der Gemeinde Salem im Bodenseekreis in Baden-Württemberg. Er erhielt seinen Namen 1980, im Rahmen des ersten Schloßseefestes, welches seither alljährlich veranstaltet wird. 
Das Gewässer hat eine maximale Ausdehnungen von 580 Metern in Nord-Ost-Richtung und 510 Metern in West-Ost-Richtung. Die Größe beträgt rund 18 Hektar. Im See liegen zwei Inseln.
Mit dem Kiesabbau wurde in den 1950er Jahren begonnen, 1980 wurde ein rund 60 Hektar großes Bade- und Freizeitgelände fertiggestellt. Bei der feierlichen Einweihung erhielt der ehemalige Baggersee auf dem aufwändig rekultivierten Kiesabbaugebiet die neue Bezeichnung Schloßsee nach dem nahe gelegenen Schloss Salem, das ehemals Kloster war und heute Internat ist. Hier findet seither alljährlich das Schloßseefest statt.
Östlich des Sees liegt getrennt durch die Landesstraße 205 das Waldgebiet Hardt. Zwischen Wald und See wandern jährlich bis über 800 Lurche, vor allem Erdkröten und vereinzelt auch Grasfrösche. Zum Schutz der Tiere werden an der Straße während der Krötenwanderungen Schutzmaßnahmen getroffen.

## Ausbau 2010–2014
Im Jahr 2011 wurde der Schlosssee zum Naturerlebnispark ausgebaut. Dazu war der Bau eines Rundwegs um den See sowie die Revitalisierung des Sees geplant. Hierfür wurde Schlamm am Uferbereich abgepumpt. Der Ausbau hat etwa 1,5 Millionen Euro gekostet. Es wurden Holzbrücken gebaut, die Wasser und Landschaft verbinden und in Einklang bringen und ein Spielplatz angelegt.
Im Jahr 2014 wurde die Insel zu einer Abenteuerinsel umgebaut. Unter anderem wurde dort ein hölzernes Piratenschiff aufgebaut.